# Tour de France 1975
Le Tour de France 1975 est la 62e édition du Tour de France, course cycliste qui s'est déroulée du 26 juin au 20 juillet 1975 sur 22 étapes pour 4 000 km. Le départ du Tour a lieu à Charleroi ; l'arrivée se juge sur les Champs-Élysées à Paris. Le Français Bernard Thévenet remporte pour la première fois la course après un très beau duel avec le quintuple vainqueur de l'épreuve, le Belge Eddy Merckx. Cette défaite du « Cannibale » marque la fin symbolique de son règne sur le Tour de France mais aussi sur le cyclisme international qu'il domine outrageusement depuis la fin des années 1960,.

## Généralités
- Le départ est donné en Belgique, à Charleroi.
- Création du maillot du meilleur grimpeur, le maillot à pois.
- Création du maillot du meilleur jeune, le maillot blanc.
- Suppression des bonifications dans les étapes de plaine.
- 14 formations de 10 coureurs sont présentes au départ. Une seule formation, la Bianchi, arrive complète à Paris, et une autre est dissoute avant la vue de la capitale.
- Les étapes 1 et 9 se courent en 2 demi-étapes.
- Raymond Poulidor, malade dans ce Tour, finit 19e à 58 min 57 du premier.
- Pendant la montée du puy de Dôme, Eddy Merckx reçoit de la part d'un spectateur un violent coup de poing au foie qui, selon le champion belge, par les conséquences qu'il a eues sur son organisme, a provoqué sa défaite.
- C'est la première fois que le Tour arrive sur les Champs-Élysées.
- Victoire de Bernard Thévenet de l'équipe Peugeot à la suite de la défaillance du quintuple vainqueur du tour de France Eddy Merckx.
- Vitesse moyenne du vainqueur : 34,906 km/h.

## Principaux engagés
Eddy Merckx se présente au départ du 62e Tour de France avec cinq victoires en cinq participations. Le record de victoires est à l'époque partagé avec Jacques Anquetil. En cas de victoire, il deviendrait donc le premier à remporter six éditions du Tour de France.
Il aura pour adversaire Luis Ocaña, qui avait menacé le Belge en 1971 et l'avait emporté en 1973 en l'absence de ce dernier. Sachant qu'il s'agit là d'un tour particulièrement montagneux, Joop Zoetemelk, qu'un très grave accident au Midi Libre avait écarté du tour 1974, est attendu parmi les concurrents du « cannibale ». On verra les débuts dans le tour du jeune Italien Francesco Moser.
Le favori des Français est Bernard Thévenet, qui vient d'emporter le Dauphiné Libéré en distançant Eddy Merckx de plus de dix minutes.
Mais Merckx, après un début de saison où il a couru toutes les classiques, remportant Milan-San-Remo, l'Amstel Gold Race, le Tour des Flandres et Liège-Bastogne-Liège (devant Thévenet) sans compter les places d'honneur (deuxième de Paris-Roubaix, troisième de la Flèche wallonne), était lors du Dauphiné dans une période de préparation du tour.

## Déroulement de la course
Le prologue se déroulant en Belgique, on s'attend à un Merckx plus que motivé pour l'emporter, d'autant qu'il est spécialiste du contre-la-montre. Mais sur 6 km, la puissance de Francesco Moser fait merveille et Merckx ne peut revêtir, pour deux secondes, le maillot jaune.
Dès la première étape cependant, la vraie bagarre commence. Entre Molenbeek et Roubaix, Merckx a attaqué dans la côte d'Alsemberg et piégé bon nombre de concurrents : Bernard Thévenet abandonne près d'une minute, et Ocaña davantage encore. Merckx sait qu'il a intérêt à prendre de l'avance en prévision de la montagne. Mais il semble aussi courir après une victoire d'étape : on le voit se mêler aux sprints, ainsi il termine second à Molenbeek, troisième à Sable-Sur-Sarthe, faisant comme d'habitude le spectacle au quotidien, et les commentaires vont bon train sur ces prises de risques et cette débauche d'énergie qui semble déraisonnable.
Pourtant, lors du premier contre-la-montre long seulement de 16 kilomètres, Merckx prend le maillot jaune et repousse Thévenet de 52 secondes. Le lendemain, Moser, désormais revêtu du maillot blanc de meilleur jeune, emporte l'étape d'Angoulême, au sprint, battant les véloces Van Linden, Godefroot et Merckx.
Le second secteur de la neuvième étape, Fleurance-Auch, voit se préciser le scénario de ce tour. C'est un nouveau contre-la-montre, sur 37 km cette fois, et si Merckx l'emporte, c'est de justesse face à un Thévenet déterminé qui ne lui abandonne finalement que neuf petites secondes, aidé cependant par une crevaison du champion belge.
Avant d'attaquer les Pyrénées, Merckx a déjà distancé ses rivaux les plus dangereux : Zoetemelk, Ocaña, Van Impe sont à plus de quatre minutes. Thévenet est donc bien en position de premier adversaire du Belge.
Le Soulor, premier col du tour, distingue une vingtaine de coursiers, tous les favoris sont là, et c'est le « vieux » Felice Gimondi, que personne n'attendait, qui se détache et l'emporte seul à Pau. Le lendemain à Saint-Lary, les favoris se détachent. On retrouve Van Impe, ayant revêtu la nouvelle tunique à pois rouges, avec Zoetemelk, Thévenet et Merckx. Dans la montée du Pla d'Adet, première arrivée au sommet, Thévenet passe à l'attaque entraînant Zoetemelk qui emporte l'étape. Thévenet, victime d'une crevaison dans le dernier kilomètre, a tout de même repris près de cinquante secondes à Merckx et Van Impe. Ocaña, distancé, perd deux minutes. C'est un "jour sans" pour Gimondi qui perd près de cinq minutes et certainement le tour. Quant à Poulidor, le vainqueur d'étape de l'année précédente, malade, il est en perdition, mais s'accroche à ce tour qu'il parviendra à achever.
Le lendemain, jour de transition, on note la première victoire dans le tour du jeune Gerrie Knetemann et le geste de Gerben Karstens, qui escalade un équipier d'Ocaña, le sprinter belge Peelman, et écope de 200 F d'amende. Lors de la première étape en Auvergne, Michel Pollentier s'extrait du peloton des hommes forts, tandis que Merckx prend une nouvelle fois la seconde place.
Puis c'est la seconde étape auvergnate avec encore une arrivée au sommet, celui du puy de Dôme, escaladé au milieu d'une foule enthousiaste. Comme de coutume, c'est De Schoemacker, l'équipier montagnard de Merckx qui fait le tempo, mais pas assez rapidement pour empêcher le démarrage de Thévenet, rejoint cette fois-ci par Van Impe. Au milieu d'une foule hostile, Merckx, grimaçant, s'accroche vaillamment et limite les dégâts. Dans sa roue, près du point de rupture, vient le Néerlandais Zoetemelk. Van Impe bientôt s'envolera vers la victoire, Thévenet se sera rapproché un peu plus au général. Merckx est accueilli par des sifflets. Dans la dernière ligne droite, il est même frappé d'un coup de poing au foie donné par un spectateur ne méritant pas le nom de supporter, un certain Nello Breton, qui fut même condamné ensuite par les tribunaux. Ce geste criminel ne fut pas sans conséquence sur la suite, le Maillot Jaune étant considérablement diminué par les soins qu'exigeait son hématome au foie.
Après un jour de repos, le parcours continue dans les Alpes. Et c'est la fameuse 15e étape du Tour de France 1975. Merckx, se sentant fort, attaque Thévenet sur son terrain, parvient à le distancer, mais est victime d'une défaillance dans la modeste montée sur Pra-Loup, défaillance qu'il attribuera plus tard à des cachets de Glifanan administrés par le médecin pour diminuer la douleur consécutive au coup de poing reçu au puy de Dôme. Bernard Thévenet emporte l'étape et s'empare du maillot jaune. Le lendemain, survolté, il attaque au pied de l'Izoard, passe seul au sommet et triomphe à Serre-Chevalier devant Merckx.
Thévenet a désormais les atouts bien en main, d'autant que au départ de la 17e étape, toujours dans les Alpes, Merckx chute lourdement et se fracture le maxillaire. Loin d'abandonner cependant, le Brabançon fait le coup de feu dans toutes les descentes, où il parvient régulièrement à distancer Thévenet, lequel, épaulé par Raymond Delisle, parvient chaque fois à "recoller". À Morzine, c'est le grimpeur espagnol Vicente López Carril, discret jusqu'alors, qui parvient à l'emporter sur Van Impe et sur un petit peloton réglé par Merckx.
Le dernier morceau de bravoure était un contre-la-montre de quarante kilomètres entre Morzine et Avoriaz. Merckx, diminué par de multiples défaillances physiques, ne prend que la troisième place et ne distance Thévenet que d'une poignée de secondes. Lucien Van Impe distance en effet tout le monde dans ce contre-la-montre particulièrement pentu.
Le Tour se poursuit vers Paris, pour finir pour la première fois sur les Champs-Élysées où le sprinter Walter Godefroot parvint à s'imposer in extremis. Le président Valéry Giscard d'Estaing remet son ultime maillot jaune, vierge de toute publicité, à Bernard Thévenet. Une victoire magnifiée par l'attitude de Merckx.

## Étapes
| Étape,        | Date        | Villes étapes                         |                             | Distance (km)         | Vainqueur d’étape     | Leader du classement général |
| ------------- | ----------- | ------------------------------------- | --------------------------- | --------------------- | --------------------- | ---------------------------- |
| Prologue      | 26 juin     | Charleroi (BEL) – Charleroi (BEL)     | Contre-la-montre individuel | 6,25                  | Francesco Moser       | Francesco Moser              |
| 1re étape (a) | 27 juin     | Charleroi (BEL) – Molenbeek (BEL)     | Étape de plaine             | 94                    | Cees Priem            | Francesco Moser              |
| 1re étape (b) | 27 juin     | Molenbeek (BEL) – Roubaix             | Étape de plaine             | 108,5                 | Rik Van Linden        | Francesco Moser              |
| 2e étape      | 28 juin     | Roubaix – Amiens                      | Étape de plaine             | 121,5                 | Ronald De Witte       | Francesco Moser              |
| 3e étape      | 29 juin     | Amiens – Versailles                   | Étape de plaine             | 169,5                 | Karel Rottiers        | Francesco Moser              |
| 4e étape      | 30 juin     | Versailles – Le Mans                  | Étape de plaine             | 223                   | Jacques Esclassan     | Francesco Moser              |
| 5e étape      | 1er juillet | Sablé-sur-Sarthe – Merlin-Plage       | Étape de plaine             | 222,5                 | Theo Smit             | Francesco Moser              |
| 6e étape      | 2 juillet   | Circuit de Merlin-Plage               | Contre-la-montre individuel | 16                    | Eddy Merckx           | Eddy Merckx                  |
| 7e étape      | 3 juillet   | Saint-Gilles-Croix-de-Vie – Angoulême | Étape de plaine             | 235,5                 | Francesco Moser       | Eddy Merckx                  |
| 8e étape      | 4 juillet   | Angoulême – Bordeaux                  | Étape de plaine             | 134                   | Barry Hoban           | Eddy Merckx                  |
| 9e étape (a)  | 5 juillet   | Langon – Fleurance                    | Étape de plaine             | 131                   | Theo Smit             | Eddy Merckx                  |
| 9e étape (b)  | 5 juillet   | Fleurance – Auch                      | Contre-la-montre individuel | 37,4                  | Eddy Merckx           | Eddy Merckx                  |
|               | 6 juillet   | Auch - Fleurance                      | Jour de repos               | Journée de repos no 1 | Journée de repos no 1 | Journée de repos no 1        |
| 10e étape     | 7 juillet   | Auch – Pau                            | Étape de montagne           | 206                   | Felice Gimondi        | Eddy Merckx                  |
| 11e étape     | 8 juillet   | Pau – Saint-Lary-Soulan - Pla d'Adet  | Étape de montagne           | 160                   | Joop Zoetemelk        | Eddy Merckx                  |
| 12e étape     | 9 juillet   | Tarbes – Albi                         | Étape de plaine             | 242                   | Gerrie Knetemann      | Eddy Merckx                  |
| 13e étape     | 10 juillet  | Albi – Super Lioran                   | Étape de montagne           | 260                   | Michel Pollentier     | Eddy Merckx                  |
| 14e étape     | 11 juillet  | Aurillac – Puy de Dôme                | Étape de montagne           | 173,5                 | Lucien Van Impe       | Eddy Merckx                  |
|               | 12 juillet  | Nice                                  | Jour de repos               | Journée de repos no 2 | Journée de repos no 2 | Journée de repos no 2        |
| 15e étape     | 13 juillet  | Nice – Pra-Loup                       | Étape de montagne           | 217,5                 | Bernard Thévenet      | Bernard Thévenet             |
| 16e étape     | 14 juillet  | Barcelonnette – Serre Chevalier       | Étape de montagne           | 107                   | Bernard Thévenet      | Bernard Thévenet             |
| 17e étape     | 15 juillet  | Valloire – Morzine - Avoriaz          | Étape de montagne           | 225                   | Vicente López Carril  | Bernard Thévenet             |
| 18e étape     | 16 juillet  | Morzine – Châtel                      | Contre-la-montre individuel | 40                    | Lucien Van Impe       | Bernard Thévenet             |
| 19e étape     | 17 juillet  | Thonon-les-Bains – Chalon-sur-Saône   | Étape de montagne           | 229                   | Rik Van Linden        | Bernard Thévenet             |
| 20e étape     | 18 juillet  | Pouilly-en-Auxois – Melun             | Étape de plaine             | 256                   | Giacinto Santambrogio | Bernard Thévenet             |
| 21e étape     | 19 juillet  | Melun – Senlis                        | Étape de plaine             | 220,5                 | Rik Van Linden        | Bernard Thévenet             |
| 22e étape     | 20 juillet  | Paris - Circuit des Champs-Élysées    | Étape de plaine             | 163,35                | Walter Godefroot      | Bernard Thévenet             |

## Classements

### Classement général final
| Classement général | Classement général     | Classement général | Classement général             | Classement général   |
|                    | Coureur                | Pays               | Équipe                         | Temps                |
| ------------------ | ---------------------- | ------------------ | ------------------------------ | -------------------- |
| 1er                | Bernard Thévenet       | France             | Peugeot-BP-Michelin            | en 114 h 35 min 31 s |
| 2e                 | Eddy Merckx            | Belgique           | Molteni-RYC                    | + 2 min 47 s         |
| 3e                 | Lucien Van Impe        | Belgique           | Gitane-Campagnolo              | + 5 min 1 s          |
| 4e                 | Joop Zoetemelk         | Pays-Bas           | Gan-Mercier-Hutchinson         | + 6 min 42 s         |
| 5e                 | Vicente López Carril   | Espagne            | Kas-Kaskol                     | + 19 min 29 s        |
| 6e                 | Felice Gimondi         | Italie             | Bianchi-Campagnolo             | + 23 min 5 s         |
| 7e                 | Francesco Moser        | Italie             | Filotex                        | + 24 min 13 s        |
| 8e                 | Josef Fuchs            | Suisse             | Filotex                        | + 25 min 51 s        |
| 9e                 | Edward Janssens        | Belgique           | Molteni-RYC                    | + 32 min 1 s         |
| 10e                | Pedro Torres           | Espagne            | Super Ser (es)                 | + 36 min 59 s        |
| 11e                | Hennie Kuiper          | Pays-Bas           | Frisol-G.B.C.                  | + 40 min 45 s        |
| 12e                | André Romero           | France             | Jobo-Wolber-Sablière           | + 44 min 24 s        |
| 13e                | Georges Talbourdet     | France             | Gan-Mercier-Hutchinson         | + 44 min 49 s        |
| 14e                | Mariano Martinez       | France             | Gitane-Campagnolo              | + 45 min 41 s        |
| 15e                | Joaquim Agostinho      | Portugal           | Sporting-Sottomayor            | + 50 min 46 s        |
| 16e                | Raymond Delisle        | France             | Peugeot-BP-Michelin            | + 55 min 21 s        |
| 17e                | Joseph Deschoenmaecker | Belgique           | Molteni-RYC                    | + 55 min 24 s        |
| 18e                | Fedor den Hertog       | Pays-Bas           | Frisol-G.B.C.                  | + 56 min 45 s        |
| 19e                | Raymond Poulidor       | France             | Gan-Mercier-Hutchinson         | + 58 min 57 s        |
| 20e                | Ferdinand Julien       | France             | Sporting-Sottomayor            | + 1 h 5 min 27 s     |
| 21e                | Yves Hézard            | France             | Gan-Mercier-Hutchinson         | + 1 h 5 min 54 s     |
| 22e                | Roberto Poggiali       | Italie             | Filotex                        | + 1 h 6 min 2 s      |
| 23e                | Michel Pollentier      | Belgique           | Carpenter-Confortluxe-Flandria | + 1 h 15 min 23 s    |
| 24e                | Antoon Houbrechts      | Belgique           | Bianchi-Campagnolo             | + 1 h 19 min 54 s    |
| 25e                | José Luis Viejo        | Espagne            | Super Ser (es)                 | + 1 h 22 min 29 s    |
| modifier           |                        |                    |                                |                      |

### Classements annexes finals
| Classement par points | Classement par points | Classement par points | Classement par points          | Classement par points |
| --------------------- | --------------------- | --------------------- | ------------------------------ | --------------------- |
|                       | Coureur               | Pays                  | Équipe                         | Point(s)              |
| 1er                   | Rik Van Linden        | Belgique              | Bianchi-Campagnolo             | 342 points            |
| 2e                    | Eddy Merckx           | Belgique              | Molteni-RYC                    | 240 pts               |
| 3e                    | Francesco Moser       | Italie                | Filotex                        | 199 pts               |
| 4e                    | Walter Godefroot      | Belgique              | Carpenter-Confortluxe-Flandria | 190 pts               |
| 5e                    | Barry Hoban           | Royaume-Uni           | Gan-Mercier-Hutchinson         | 183 pts               |
| 6e                    | Gerben Karstens       | Pays-Bas              | Gitane-Campagnolo              | 182 pts               |
| 7e                    | Robert Mintkiewicz    | France                | Gitane-Campagnolo              | 155 pts               |
| 8e                    | Joop Zoetemelk        | Pays-Bas              | Gan-Mercier-Hutchinson         | 109 pts               |
| 9e                    | Bernard Thévenet      | France                | Peugeot-BP-Michelin            | 108 pts               |
| 10e                   | Lucien Van Impe       | Belgique              | Gitane-Frigécrème              | 107 pts               |
| modifier              |                       |                       |                                |                       |

| Classement du meilleur grimpeur | Classement du meilleur grimpeur | Classement du meilleur grimpeur | Classement du meilleur grimpeur | Classement du meilleur grimpeur |
| ------------------------------- | ------------------------------- | ------------------------------- | ------------------------------- | ------------------------------- |
|                                 | Coureur                         | Pays                            | Équipe                          | Point(s)                        |
| 1er                             | Lucien Van Impe                 | Belgique                        | Gitane-Campagnolo               | 285 points                      |
| 2e                              | Eddy Merckx                     | Belgique                        | Molteni-RYC                     | 206 pts                         |
| 3e                              | Bernard Thévenet                | France                          | Peugeot-BP-Michelin             | 166 pts                         |
| 4e                              | Joop Zoetemelk                  | Pays-Bas                        | Gan-Mercier-Hutchinson          | 161 pts                         |
| 5e                              | Felice Gimondi                  | Italie                          | Bianchi-Campagnolo              | 78 pts                          |
| 6e                              | Pedro Torres                    | Espagne                         | Super Ser (es)                  | 63 pts                          |
| 7e                              | Vicente López Carril            | Espagne                         | Kas-Kaskol                      | 58 pts                          |
| 8e                              | Luis Balague                    | Espagne                         | Super Ser (es)                  | 57 pts                          |
| 9e                              | Jos Deschoenmaecker             | Belgique                        | Molteni-RYC                     | 56 pts                          |
| 10e                             | Mariano Martinez                | France                          | Gitane-Campagnolo               | 48 pts                          |
| modifier                        |                                 |                                 |                                 |                                 |

| Classement général du meilleur jeune, | Classement général du meilleur jeune, | Classement général du meilleur jeune, | Classement général du meilleur jeune, | Classement général du meilleur jeune, |
|                                       | Coureur                               | Pays                                  | Équipe                                | Temps                                 |
| ------------------------------------- | ------------------------------------- | ------------------------------------- | ------------------------------------- | ------------------------------------- |
| 1er                                   | Francesco Moser                       | Italie                                | Filotex                               | en 114 h 59 min 44 s                  |
| 2e                                    | Hennie Kuiper                         | Pays-Bas                              | Frisol-G.B.C.                         | + 16 min 32 s                         |
| 3e                                    | André Romero                          | France                                | Jobo-Wolber-Sablière                  | + 20 min 11 s                         |
| 4e                                    | Georges Talbourdet                    | France                                | Gan-Mercier-Hutchinson                | + 20 min 36 s                         |
| 5e                                    | Fedor den Hertog                      | Pays-Bas                              | Frisol-G.B.C.                         | + 32 min 32 s                         |
| 6e                                    | Ferdinand Julien                      | France                                | Sporting-Sottomayor                   | + 41 min 24 s                         |
| 7e                                    | Michel Pollentier                     | Belgique                              | Carpenter-Confortluxe-Flandria        | + 51 min 10 s                         |
| 8e                                    | José Luis Viejo                       | Espagne                               | Super Ser (es)                        | + 57 min 41 s                         |
| 9e                                    | Martín Emilio Rodríguez               | Colombie                              | Bianchi-Campagnolo                    | + 59 min 43 s                         |
| 10e                                   | Régis Ovion                           | France                                | Peugeot-BP-Michelin                   | + 1 h 5 min 10 s                      |
| modifier                              |                                       |                                       |                                       |                                       |

| Classement des sprints intermédiaires, | Classement des sprints intermédiaires, | Classement des sprints intermédiaires, | Classement des sprints intermédiaires, | Classement des sprints intermédiaires, |
| -------------------------------------- | -------------------------------------- | -------------------------------------- | -------------------------------------- | -------------------------------------- |
|                                        | Coureur                                | Pays                                   | Équipe                                 | Point(s)                               |
| 1er                                    | Marc Demeyer                           | Belgique                               | Carpenter-Confortluxe-Flandria         | 77 points                              |
| 2e                                     | Barry Hoban                            | Royaume-Uni                            | Gan-Mercier-Hutchinson                 | 47 pts                                 |
| 3e                                     | Robert Mintkiewicz                     | France                                 | Gitane-Campagnolo                      | 35 pts                                 |
| 4e                                     | Guy Sibille                            | France                                 | Peugeot-BP-Michelin                    | 16 pts                                 |
| 5e                                     | Claude Magni                           | France                                 | Jobo-Wolber-Sablière                   | 12 pts                                 |
| 6e                                     | Francis Campaner                       | France                                 | Sporting-Sottomayor                    | 10 pts                                 |
| 7e                                     | Mariano Martinez                       | France                                 | Gitane-Campagnolo                      | 9 pts                                  |
| 8e                                     | Jean-Claude Misac                      | France                                 | Gan-Mercier-Hutchinson                 | 9 pts                                  |
| 9e                                     | Guy Leleu                              | France                                 | Gitane-Campagnolo                      | 8 pts                                  |
| 10e                                    | Willy Teirlinck                        | Belgique                               | Gitane-Campagnolo                      | 8 pts                                  |
| modifier                               |                                        |                                        |                                        |                                        |

| Classement par équipes | Classement par équipes | Classement par équipes | Classement par équipes |
|                        | Équipe                 | Pays                   | Temps                  |
| ---------------------- | ---------------------- | ---------------------- | ---------------------- |
| 1re                    | Gan-Mercier-Hutchinson | France                 | en 345 h 3 min 49 s    |
| 2e                     | Molteni-RYC            | Belgique               | + 8 min 28 s           |
| 3e                     | Filotex                | Italie                 | + 11 min 17 s          |
| 4e                     | Gitane-Campagnolo      | France                 | + 20 min 8 s           |
| 5e                     | Peugeot-BP-Michelin    | France                 | + 28 min 47 s          |
| 6e                     | Bianchi-Campagnolo     | Italie                 | + 41 min 13 s          |
| 7e                     | Kas-Kaskol             | Espagne                | + 1 h 4 min 48 s       |
| 8e                     | Super Ser (es)         | Espagne                | + 1 h 5 min 22 s       |
| 9e                     | Sporting-Sottomayor    | Portugal               | + 2 h 34 min 45 s      |
| 10e                    | Frisol-G.B.C.          | Pays-Bas               | + 2 h 37 min 19 s      |
| modifier               |                        |                        |                        |

| Classement par équipes par points, | Classement par équipes par points, | Classement par équipes par points, | Classement par équipes par points, | Classement par équipes par points, |
|                                    | Équipes                            | Pays                               |                                    | Point(s)                           |
| ---------------------------------- | ---------------------------------- | ---------------------------------- | ---------------------------------- | ---------------------------------- |
| 1re                                | Gan-Mercier-Hutchinson             | France                             |                                    | 950                                |
| 2e                                 | Gitane-Campagnolo                  | France                             |                                    | 1 072                              |
| 3e                                 | Molteni-RYC                        | Belgique                           |                                    | 1 425                              |
| 4e                                 | Bianchi-Campagnolo                 | Italie                             |                                    | 1 538                              |
| 5e                                 | Peugeot-BP-Michelin                | France                             |                                    | 1 553                              |
| 6e                                 | Filotex                            | Italie                             |                                    | 1 560                              |
| 7e                                 | Carpenter-Confortluxe-Flandria     | Belgique                           |                                    | 1 605                              |
| 8e                                 | Frisol-G.B.C.                      | Pays-Bas                           |                                    | 2 269                              |
| 9e                                 | Super Ser (es)                     | Espagne                            |                                    | 2 319                              |
| 10e                                | Miko–De Gribaldy                   | Belgique                           |                                    | 2 565                              |
| modifier                           |                                    |                                    |                                    |                                    |

#### Autres prix décernés
En outre, lors de cette édition, furent attribués, pour la dernière fois dans un Tour, le prix de l'amabilité ou du cycliste le plus aimable à Yves Hézard, et le prix du cycliste le plus élégant à Felice Gimondi.
Enfin, devait être décerné au coureur Jean-Claude Misac un prix original, mis en compétition par la chaîne TF1, au titre du coureur le plus souvent apparu sur l'écran en fin d'étape.

### Évolution des classements
| Étape              | Vainqueur             | Classement général | Classement par points | Classement de la montagne | Classement du meilleur jeune | Classement des sprints intermédiaires | Classement par équipes         | Classement par équipes         | Classement de la combativité |
| Étape              | Vainqueur             | Classement général | Classement par points | Classement de la montagne | Classement du meilleur jeune | Classement des sprints intermédiaires | au temps                       | aux points                     | Classement de la combativité |
| ------------------ | --------------------- | ------------------ | --------------------- | ------------------------- | ---------------------------- | ------------------------------------- | ------------------------------ | ------------------------------ | ---------------------------- |
| P                  | Francesco Moser       | Francesco Moser    | Francesco Moser       | Non décerné               | Francesco Moser              | Non décerné                           | Gan-Mercier-Hutchinson         | Gan-Mercier-Hutchinson         | Non décerné                  |
| 1a                 | Cees Priem            | Francesco Moser    | Eddy Merckx           | Joop Zoetemelk            | Francesco Moser              | Marc Demeyer                          | Gan-Mercier-Hutchinson         | Carpenter-Confortluxe-Flandria | Eddy Merckx                  |
| 1b                 | Rik Van Linden        | Francesco Moser    | Francesco Moser       | Joop Zoetemelk            | Francesco Moser              | Marc Demeyer                          | Carpenter-Confortluxe-Flandria | Carpenter-Confortluxe-Flandria | Eddy Merckx                  |
| 2                  | Ronald De Witte       | Francesco Moser    | Rik Van Linden        | Lucien Van Impe           | Francesco Moser              | Marc Demeyer                          | Carpenter-Confortluxe-Flandria | Carpenter-Confortluxe-Flandria | Jean-Claude Misac            |
| 3                  | Karel Rottiers        | Francesco Moser    | Rik Van Linden        | Lucien Van Impe           | Francesco Moser              | Marc Demeyer                          | Carpenter-Confortluxe-Flandria | Carpenter-Confortluxe-Flandria | Jean-Claude Misac            |
| 4                  | Jacques Esclassan     | Francesco Moser    | Rik Van Linden        | Lucien Van Impe           | Francesco Moser              | Marc Demeyer                          | Carpenter-Confortluxe-Flandria | Carpenter-Confortluxe-Flandria | Martín Emilio Rodríguez      |
| 5                  | Theo Smit             | Francesco Moser    | Rik Van Linden        | Lucien Van Impe           | Francesco Moser              | Marc Demeyer                          | Carpenter-Confortluxe-Flandria | Carpenter-Confortluxe-Flandria | Michel Laurent               |
| 6                  | Eddy Merckx           | Eddy Merckx        | Rik Van Linden        | Lucien Van Impe           | Francesco Moser              | Marc Demeyer                          | Carpenter-Confortluxe-Flandria | Carpenter-Confortluxe-Flandria | Yves Hézard                  |
| 7                  | Francesco Moser       | Eddy Merckx        | Rik Van Linden        | Lucien Van Impe           | Francesco Moser              | Marc Demeyer                          | Carpenter-Confortluxe-Flandria | Carpenter-Confortluxe-Flandria | Luis Ocaña                   |
| 8                  | Barry Hoban           | Eddy Merckx        | Rik Van Linden        | Lucien Van Impe           | Francesco Moser              | Marc Demeyer                          | Carpenter-Confortluxe-Flandria | Carpenter-Confortluxe-Flandria | Fedor den Hertog             |
| 9a                 | Theo Smit             | Eddy Merckx        | Rik Van Linden        | Lucien Van Impe           | Francesco Moser              | Marc Demeyer                          | Carpenter-Confortluxe-Flandria | Gan-Mercier-Hutchinson         | Guy Sibille                  |
| 9b                 | Eddy Merckx           | Eddy Merckx        | Rik Van Linden        | Lucien Van Impe           | Francesco Moser              | Marc Demeyer                          | Gan-Mercier-Hutchinson         | Gan-Mercier-Hutchinson         | Guy Sibille                  |
| 10                 | Felice Gimondi        | Eddy Merckx        | Rik Van Linden        | Lucien Van Impe           | Francesco Moser              | Marc Demeyer                          | Gan-Mercier-Hutchinson         | Gan-Mercier-Hutchinson         | Lucien Van Impe              |
| 11                 | Joop Zoetemelk        | Eddy Merckx        | Rik Van Linden        | Lucien Van Impe           | Giovanni Battaglin           | Marc Demeyer                          | Gan-Mercier-Hutchinson         | Gan-Mercier-Hutchinson         | Joop Zoetemelk               |
| 12                 | Gerrie Knetemann      | Eddy Merckx        | Rik Van Linden        | Lucien Van Impe           | Giovanni Battaglin           | Marc Demeyer                          | Gan-Mercier-Hutchinson         | Gan-Mercier-Hutchinson         | Gerrie Knetemann             |
| 13                 | Michel Pollentier     | Eddy Merckx        | Rik Van Linden        | Lucien Van Impe           | Francesco Moser              | Marc Demeyer                          | Gan-Mercier-Hutchinson         | Gan-Mercier-Hutchinson         | Hennie Kuiper                |
| 14                 | Lucien Van Impe       | Eddy Merckx        | Rik Van Linden        | Lucien Van Impe           | Francesco Moser              | Marc Demeyer                          | Gan-Mercier-Hutchinson         | Gan-Mercier-Hutchinson         | Eddy Merckx                  |
| 15                 | Bernard Thévenet      | Bernard Thévenet   | Rik Van Linden        | Lucien Van Impe           | Francesco Moser              | Marc Demeyer                          | Gan-Mercier-Hutchinson         | Gan-Mercier-Hutchinson         | Eddy Merckx                  |
| 16                 | Bernard Thévenet      | Bernard Thévenet   | Rik Van Linden        | Lucien Van Impe           | Francesco Moser              | Marc Demeyer                          | Gan-Mercier-Hutchinson         | Gan-Mercier-Hutchinson         | Joop Zoetemelk               |
| 17                 | Vicente López Carril  | Bernard Thévenet   | Rik Van Linden        | Lucien Van Impe           | Francesco Moser              | Marc Demeyer                          | Gan-Mercier-Hutchinson         | Gan-Mercier-Hutchinson         | Vicente López Carril         |
| 18                 | Lucien Van Impe       | Bernard Thévenet   | Rik Van Linden        | Lucien Van Impe           | Francesco Moser              | Marc Demeyer                          | Gan-Mercier-Hutchinson         | Gan-Mercier-Hutchinson         | Ole Ritter                   |
| 19                 | Rik Van Linden        | Bernard Thévenet   | Rik Van Linden        | Lucien Van Impe           | Francesco Moser              | Marc Demeyer                          | Gan-Mercier-Hutchinson         | Gan-Mercier-Hutchinson         | Jean-Claude Misac            |
| 20                 | Giacinto Santambrogio | Bernard Thévenet   | Rik Van Linden        | Lucien Van Impe           | Francesco Moser              | Marc Demeyer                          | Gan-Mercier-Hutchinson         | Gan-Mercier-Hutchinson         | Roger Legeay                 |
| 21                 | Rik Van Linden        | Bernard Thévenet   | Rik Van Linden        | Lucien Van Impe           | Francesco Moser              | Marc Demeyer                          | Gan-Mercier-Hutchinson         | Gan-Mercier-Hutchinson         | Herman Van Springel          |
| 22                 | Walter Godefroot      | Bernard Thévenet   | Rik Van Linden        | Lucien Van Impe           | Francesco Moser              | Marc Demeyer                          | Gan-Mercier-Hutchinson         | Gan-Mercier-Hutchinson         | Fedor den Hertog             |
| Classements finals | Classements finals    | Bernard Thévenet   | Rik Van Linden        | Lucien Van Impe           | Francesco Moser              | Marc Demeyer                          | Gan-Mercier-Hutchinson         | Gan-Mercier-Hutchinson         | Eddy Merckx                  |

## Liste des coureurs
La liste ci-dessous présente les coureurs inscrits par numéro de dossard.
| Légende | Légende                                                                    | Légende | Légende                                                    |
| ------- | -------------------------------------------------------------------------- | ------- | ---------------------------------------------------------- |
| Num     | Dossard de départ porté par le coureur sur ce Tour                         | Pos     | Position à l'arrivée de la course                          |
|         | Indique un maillot de champion national ou mondial, suivi de sa spécialité | NP      | Indique un coureur qui n'a pas pris le départ de la course |
| AB      | Indique un coureur qui n'a pas terminé la course                           | HD      | Indique un coureur qui a terminé la course hors des délais |

| Molteni-RYC                         | Molteni-RYC               | Molteni-RYC |
| ----------------------------------- | ------------------------- | ----------- |
| Num                                 | Coureur                   | Pos         |
| 1                                   | Eddy Merckx (BEL)         | 2e          |
| 2                                   | Herman Beysens (BEL)      | AB-20       |
| 3                                   | Ludo Delcroix (BEL)       | 57e         |
| 4                                   | Jos Deschoenmaecker (BEL) | 17e         |
| 5                                   | Jos Huysmans (BEL)        | 59e         |
| 6                                   | Edward Janssens (BEL)     | 9e          |
| 7                                   | Marc Lievens (BEL)        | 62e         |
| 8                                   | Frans Mintjens (BEL)      | 56e         |
| 9                                   | Karel Rottiers (BEL)      | 60e         |
| 10                                  | Jozef Spruyt (BEL)        | AB-22       |
| Directeur sportif : Robert Lelangue |                           |             |

| Gan-Mercier-Hutchinson          | Gan-Mercier-Hutchinson   | Gan-Mercier-Hutchinson |
| ------------------------------- | ------------------------ | ---------------------- |
| Num                             | Coureur                  | Pos                    |
| 11                              | Raymond Poulidor (FRA)   | 19e                    |
| 12                              | Jean-Pierre Genet (FRA)  | AB-17                  |
| 13                              | Yves Hézard (FRA)        | 21e                    |
| 14                              | Barry Hoban (GBR)        | 68e                    |
| 15                              | Gerrie Knetemann (NED)   | 63e                    |
| 16                              | Jean-Claude Misac (FRA)  | 65e                    |
| 17                              | Michel Périn (FRA)       | AB-16                  |
| 18                              | Georges Talbourdet (FRA) | 13e                    |
| 19                              | Gerard Vianen (NED)      | 66e                    |
| 20                              | Joop Zoetemelk (NED)     | 4e                     |
| Directeur sportif : Louis Caput |                          |                        |

| Kas-Kaskol                                              | Kas-Kaskol                 | Kas-Kaskol |
| ------------------------------------------------------- | -------------------------- | ---------- |
| Num                                                     | Coureur                    | Pos        |
| 21                                                      | Francisco Galdós (ESP)     | AB-20      |
| 22                                                      | Gonzalo Aja (ESP)          | AB-11      |
| 23                                                      | José Manuel Fuente (ESP)   | HD-1b      |
| 24                                                      | José Grande (ESP)          | 58e        |
| 25                                                      | Vicente López Carril (ESP) | 6e         |
| 26                                                      | Antonio Martos (ESP)       | AB-10      |
| 27                                                      | Carlos Melero (ESP)        | 28e        |
| 28                                                      | Antonio Menéndez (ESP)     | AB-21      |
| 29                                                      | José Pesarrodona (ESP)     | 34e        |
| 30                                                      | Juan Zurano (ESP)          | AB-10      |
| Directeurs sportifs : Antonio Barrutia et Eusebio Vélez |                            |            |

| Jollj Ceramica (en)                | Jollj Ceramica (en)       | Jollj Ceramica (en) |
| ---------------------------------- | ------------------------- | ------------------- |
| Num                                | Coureur                   | Pos                 |
| 31                                 | Bruno Vicino (ITA)        | AB-7                |
| 32                                 | Alessio Antonini (ITA)    | NP-15               |
| 33                                 | Giovanni Battaglin (ITA)  | NP-13               |
| 34                                 | Emanuele Bergamo (ITA)    | AB-4                |
| 35                                 | Giovanni Dalla Bona (ITA) | AB-13               |
| 36                                 | Pierino Gavazzi (ITA)     | NP-15               |
| 37                                 | Donato Giuliani (ITA)     | NP-15               |
| 38                                 | Knut Knudsen (NOR)        | AB-14               |
| 39                                 | Giacomo Bazzan (ITA)      | AB-11               |
| 40                                 | Sandro Quintarelli (ITA)  | NP-15               |
| Directeur sportif : Marino Fontana |                           |                     |

| Super Ser (es)                    | Super Ser (es)         | Super Ser (es) |
| --------------------------------- | ---------------------- | -------------- |
| Num                               | Coureur                | Pos            |
| 41                                | Luis Ocaña (ESP)       | NP-13          |
| 42                                | Julián Andiano (ESP)   | AB-13          |
| 43                                | Luis Balagué (ESP)     | 26e            |
| 44                                | Jose Casas (ESP)       | 36e            |
| 45                                | Santiago Lazcano (ESP) | AB-16          |
| 46                                | Eddy Peelman (BEL)     | AB-13          |
| 47                                | Roger Rosiers (BEL)    | AB-13          |
| 48                                | Pedro Torres (ESP)     | 10e            |
| 49                                | Sylvain Vasseur (FRA)  | 44e            |
| 50                                | José Luis Viejo (ESP)  | 25e            |
| Directeur sportif : Gabriel Saura |                        |                |

| Peugeot-BP-Michelin                 | Peugeot-BP-Michelin            | Peugeot-BP-Michelin |
| ----------------------------------- | ------------------------------ | ------------------- |
| Num                                 | Coureur                        | Pos                 |
| 51                                  | Bernard Thévenet (FRA)         | 1er                 |
| 52                                  | Patrick Béon (FRA)             | 78e                 |
| 53                                  | Bernard Bourreau (FRA)         | 40e                 |
| 54                                  | José Catieau (FRA)             | AB-15               |
| 55                                  | Jean-Pierre Danguillaume (FRA) | AB-17               |
| 56                                  | Raymond Delisle (FRA)          | 16e                 |
| 57                                  | Jacques Esclassan (FRA)        | AB-9a               |
| 58                                  | Régis Ovion (FRA)              | 28e                 |
| 59                                  | Charles Rouxel (FRA)           | 52e                 |
| 60                                  | Guy Sibille (FRA)              | AB-22               |
| Directeur sportif : Maurice De Muer |                                |                     |

| Bianchi-Campagnolo                     | Bianchi-Campagnolo            | Bianchi-Campagnolo |
| -------------------------------------- | ----------------------------- | ------------------ |
| Num                                    | Coureur                       | Pos                |
| 61                                     | Felice Gimondi (ITA)          | 6e                 |
| 62                                     | Luigi Castelletti (ITA)       | 81e                |
| 63                                     | Giovanni Cavalcanti (ITA)     | 48e                |
| 64                                     | Fabrizio Fabbri (ITA)         | 33e                |
| 65                                     | Simone Fraccaro (ITA)         | 35e                |
| 66                                     | Antoon Houbrechts (BEL)       | 24e                |
| 67                                     | Sergio Parsani (ITA)          | 76e                |
| 68                                     | Martín Emilio Rodríguez (COL) | 27e                |
| 69                                     | Giacinto Santambrogio (ITA)   | 46e                |
| 70                                     | Rik Van Linden (BEL)          | 79e                |
| Directeur sportif : Giancarlo Ferretti |                               |                    |

| Gitane-Campagnolo                   | Gitane-Campagnolo         | Gitane-Campagnolo |
| ----------------------------------- | ------------------------- | ----------------- |
| Num                                 | Coureur                   | Pos               |
| 71                                  | Lucien Van Impe (BEL)     | 3e                |
| 72                                  | René Dillen (BEL)         | 70e               |
| 73                                  | Gerben Karstens (NED)     | 50e               |
| 74                                  | Maurice Le Guilloux (FRA) | 72e               |
| 75                                  | Guy Leleu (FRA)           | 55e               |
| 76                                  | Raymond Martin (FRA)      | 30e               |
| 77                                  | Mariano Martinez (FRA)    | 14e               |
| 78                                  | Robert Mintkiewicz (FRA)  | 53e               |
| 79                                  | Alain Santy (FRA)         | AB-15             |
| 80                                  | Willy Teirlinck (BEL)     | 45e               |
| Directeur sportif : Jean Stablinski |                           |                   |

| Filotex                                  | Filotex                   | Filotex |
| ---------------------------------------- | ------------------------- | ------- |
| Num                                      | Coureur                   | Pos     |
| 81                                       | Francesco Moser (ITA)     | 7e      |
| 82                                       | Arnaldo Caverzasi (ITA)   | AB-18   |
| 83                                       | Pietro Dallai (ITA)       | AB-17   |
| 84                                       | Sigfrido Fontanelli (ITA) | 43e     |
| 85                                       | Josef Fuchs (SUI)         | 8e      |
| 86                                       | Renato Marchetti (ITA)    | 39e     |
| 87                                       | Roberto Poggiali (ITA)    | 22e     |
| 88                                       | Ole Ritter (DEN)          | 47e     |
| 89                                       | Mauro Simonetti (ITA)     | 54e     |
| 90                                       | Roberto Sorlini (ITA)     | AB-11   |
| Directeur sportif : Waldemaro Bartolozzi |                           |         |

| Carpenter-Confortluxe-Flandria    | Carpenter-Confortluxe-Flandria | Carpenter-Confortluxe-Flandria |
| --------------------------------- | ------------------------------ | ------------------------------ |
| Num                               | Coureur                        | Pos                            |
| 91                                | Michel Pollentier (BEL)        | 23e                            |
| 92                                | Eddy Cael (BEL)                | AB-4                           |
| 93                                | Wilfried David (BEL)           | AB-11                          |
| 94                                | Régis Delépine (FRA)           | 77e                            |
| 95                                | Marc Demeyer (BEL)             | 42e                            |
| 96                                | Ronald De Witte (BEL)          | 38e                            |
| 97                                | Walter Godefroot (BEL)         | 51e                            |
| 98                                | Daniel Verplancke (BEL)        | AB-11                          |
| 99                                | Herman Van Springel (BEL)      | 31e                            |
| 100                               | Gérard Moneyron (FRA)          | 80e                            |
| Directeur sportif : Brick Schotte |                                |                                |

| Sporting-Sottomayor                   | Sporting-Sottomayor       | Sporting-Sottomayor |
| ------------------------------------- | ------------------------- | ------------------- |
| Num                                   | Coureur                   | Pos                 |
| 101                                   | Joaquim Agostinho (POR)   | 15e                 |
| 102                                   | Jose Amaro (POR)          | 83e                 |
| 103                                   | Francis Campaner (FRA)    | 49e                 |
| 104                                   | Joaquim Carvalho (POR)    | DQ-7                |
| 105                                   | Fernando Ferreira (POR)   | 61e                 |
| 106                                   | Firmino Bernardino (POR)  | AB-12               |
| 107                                   | Ferdinand Julien (FRA)    | 20e                 |
| 108                                   | Bernard Labourdette (FRA) | AB-11               |
| 109                                   | André Mollet (FRA)        | AB-15               |
| 110                                   | Manuel Silva (POR)        | AB-3                |
| Directeur sportif : Raphaël Géminiani |                           |                     |

| Miko–De Gribaldy                     | Miko–De Gribaldy             | Miko–De Gribaldy |
| ------------------------------------ | ---------------------------- | ---------------- |
| Num                                  | Coureur                      | Pos              |
| 111                                  | Michel Laurent (FRA)         | HD-8             |
| 112                                  | Lucien De Brauwere (BEL)     | AB-11            |
| 113                                  | André Doyen (BEL)            | 69e              |
| 114                                  | Antoine Gutierrez (FRA)      | AB-22            |
| 115                                  | Roger Loysch (BEL)           | AB-15            |
| 116                                  | Hubert Mathis (FRA)          | 41e              |
| 117                                  | Patrick Perret (FRA)         | AB-20            |
| 118                                  | Albert Van Vlierberghe (BEL) | 32e              |
| 119                                  | Frans Van Vlierberghe (BEL)  | 75e              |
| 120                                  | Wilfried Wesemael (BEL)      | HD-7             |
| Directeur sportif : Jean de Gribaldy |                              |                  |

| Frisol-G.B.C.                       | Frisol-G.B.C.          | Frisol-G.B.C. |
| ----------------------------------- | ---------------------- | ------------- |
| Num                                 | Coureur                | Pos           |
| 121                                 | Hennie Kuiper (NED)    | 11e           |
| 122                                 | Donald Allan (AUS)     | 85e           |
| 123                                 | José De Cauwer (BEL)   | 67e           |
| 124                                 | Fedor den Hertog (NED) | 18e           |
| 125                                 | Gérard Kamper (NED)    | 84e           |
| 126                                 | Ben Koken (NED)        | AB-14         |
| 127                                 | Fernando Mendes (POR)  | AB-4          |
| 128                                 | Cees Priem (NED)       | AB-13         |
| 129                                 | Theo Smit (NED)        | HD-10         |
| 130                                 | Henk Prinsen (NED)     | 82e           |
| Directeur sportif : Piet Liebreghts |                        |               |

| Jobo-Wolber-Sablière                                   | Jobo-Wolber-Sablière  | Jobo-Wolber-Sablière |
| ------------------------------------------------------ | --------------------- | -------------------- |
| Num                                                    | Coureur               | Pos                  |
| 131                                                    | André Romero (FRA)    | 12e                  |
| 132                                                    | Jacques Boulas (FRA)  | 86e                  |
| 133                                                    | Alain Cigana (FRA)    | AB-14                |
| 134                                                    | André Corbeau (FRA)   | AB-13                |
| 135                                                    | Bernard Croyet (FRA)  | HD-1b                |
| 136                                                    | Joël Hauvieux (FRA)   | 73e                  |
| 137                                                    | Roger Legeay (FRA)    | 70e                  |
| 138                                                    | Claude Magni (FRA)    | 74e                  |
| 139                                                    | Joël Millard (FRA)    | 38e                  |
| 140                                                    | Richard Pianaro (FRA) | 64e                  |
| Directeurs sportifs : Guy Faubert et Christian Lapébie |                       |                      |

### Vidéos
- Autour du tour : le tour de France d'un coursier de Jacques Ertaud sur le site de l'INA. Il est centré autour de Gérard Moneyron, dossard 100, avec également des commentaires d'Antoine Blondin.
- La montée de l'Izoard 15e étape du Tour de France 1975 (Barcelonnette - Serre-Chevalier) sur dailymotion.com